# Alt Olvenstedt

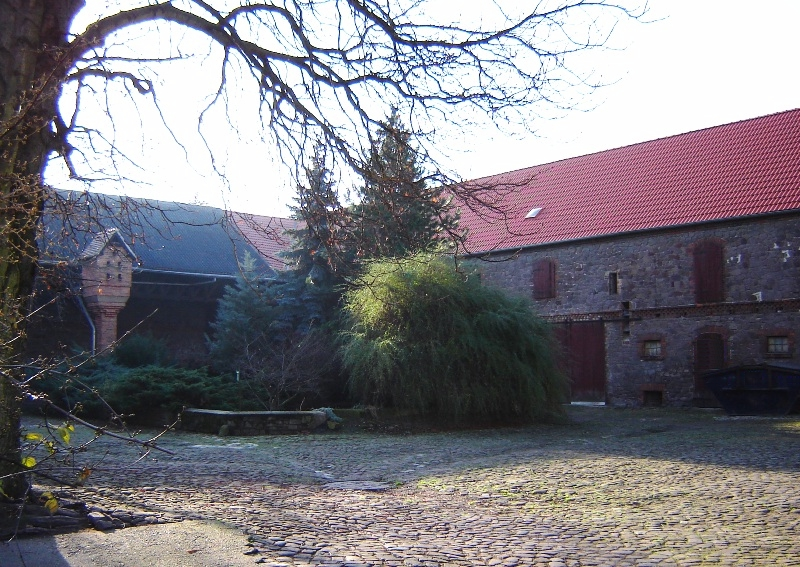
Gutshof Dorfstraße

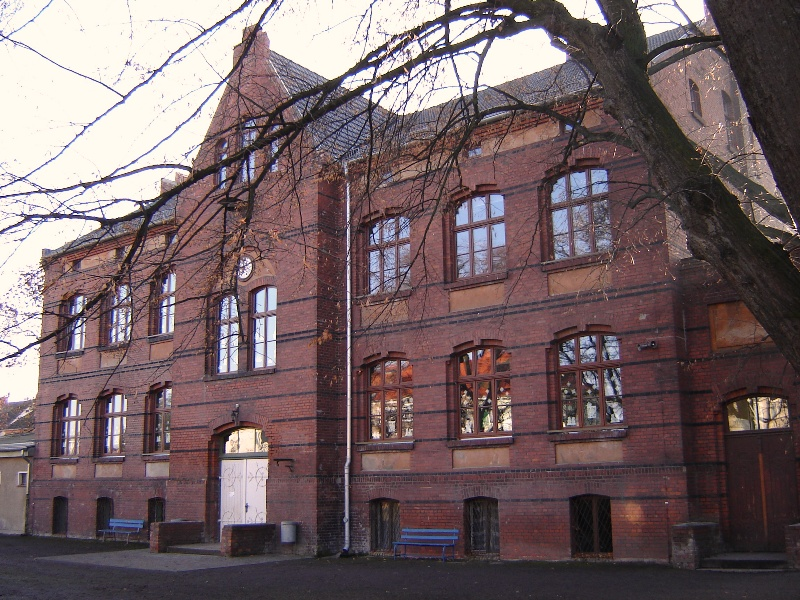
Grundschule Alt Olvenstedt

Alt Olvenstedt ist ein am westlichen Stadtrand gelegener Stadtteil der sachsen-anhaltischen Landeshauptstadt Magdeburg. Er erstreckt sich über eine Fläche von 3,2 km² und hat 3.842 Einwohner (Stand: 31. Dezember 2023).

## Geografie
An der Westgrenze des ehemaligen Dorfes Olvenstedt beginnt der Landkreis Börde, nördlich und östlich liegen die Stadtteile Großer Silberberg und Neu Olvenstedt. Die Südgrenze wird von der Bundesstraße 1 gebildet. Die Bebauungszone ist nur 1 km² groß, im Norden und Süden des Stadtteils liegen landwirtschaftliche Flächen der Magdeburger Börde. Von West nach Ost wird der Stadtteil von der Sülze durchschnitten.

## Geschichte
Schon 826 wird der Ort unter dem Namen Olva als Besitz des Klosters Corvey bei Höxter genannt. 966 stiftete Bischof Bernhard von Halberstadt für die Zeit seines Lebens den Abgabenzehnt des nun als Osolfstidi bezeichneten Dorfes dem Magdeburger Moritzkloster. Von 1349 bis 1810 war das Domkapitel Magdeburg Eigentümer. Archäologische Funde und der Ortsname weisen jedoch auf eine viel ältere Besiedlung hin. Mit dem in der nördlichen Gemarkung Olvenstedts gefundenen „Angelhoch-Grab“ konnten Spuren aus der Jungsteinzeit (~2000 v. Chr.) gesichert werden.
Bedingt durch die gute Ertragslage des fruchtbaren Bördebodens entwickelte sich Olvenstedt während des Mittelalters zu einem der größten Dörfer der Region. Durch seine Anziehungskraft wurden im 13. und 14. Jahrhundert viele kleinere Orte der Umgebung von ihren Einwohnern verlassen. Schon im frühen Mittelalter besaß Olvenstedt mit der Pfarrkirche St. Laurentius und der Gutskirche St. Petri zwei Kirchen. 1563 verzeichnete Olvenstedt 90 Hausbesitzer und war damit neben Groß Ottersleben größter Ort im nahen Einzugsbereich Magdeburgs. Neben dem Haupterwerbszweig Landwirtschaft waren auch die zahlreichen Grauwackesteinbrüche am Ortsrand von Bedeutung. Sie wurden schon im 15. Jahrhundert erwähnt und lieferten unter anderem Baumaterial für die Türme des Magdeburger Doms und die Magdeburger Festung.
Während des Dreißigjährigen Krieges wurde Olvenstedt in den Jahren 1644/1645 durch kaiserliche Truppen fast völlig zerstört, lediglich die Petrikirche blieb erhalten. Zum Ende des 17. Jahrhunderts war jedoch die ursprüngliche Einwohnerzahl schon wieder erreicht, und sie stieg innerhalb der nächsten hundert Jahre auf über 1.000. 1724 beschlossen die Olvenstedter, ihre Pfarrkirche St. Laurentius zu erweitern. Zu diesem Zweck wurde die Petrikirche abgerissen und ihre Steine als Baumaterial für den Umbau verwendet.
Die napoleonischen Kriege brachten Anfang des 19. Jahrhunderts erneut Unheil über das Dorf. Ab 1806 befand es sich unter französischer Herrschaft als Teil des Königreiches Westphalen. Als Napoleon 1812 seinen Feldzug nach Russland startete, wurde ein großes Truppenkontingent in Olvenstedt einquartiert. Nach Niederlage und Rückzug nahmen 1813 erneut bis zu 7.000 französische Soldaten in Olvenstedt Quartier. Zu allem Überfluss brach am 20. April 1813 auch noch ein Feuer aus, dem vier Bauerngehöfte und neun Wohnhäuser zu Opfer fielen. Obwohl die französischen Truppen schon am 30. April 1813 von den russisch-preußischen Verbündeten aus ihrem ostelbischen Kanton Gommern vertrieben worden waren, verharrten die Franzosen im westlichen Magdeburger Raum. Im August 1813 verwandelten sie die Olvenstedter Kirche in eine Festung, die Fenster wurden herausgerissen und in Schießscharten vermauert. Im Oktober wurden die Einwohner zu Schanzarbeiten verpflichtet, daneben hatten sie immer wieder unter den Plünderungen der französischen Soldaten zu leiden. Nachdem Magdeburg sieben Monate lang von den Verbündeten belagert worden war, begannen am 16. April 1814 in Olvenstedt Übergabeverhandlungen, die am 21. April zu einem Waffenstillstand führten. Am 8. Mai 1814 konnten die Olvenstedter die Siegesfeier über die französische Fremdherrschaft veranstalten.

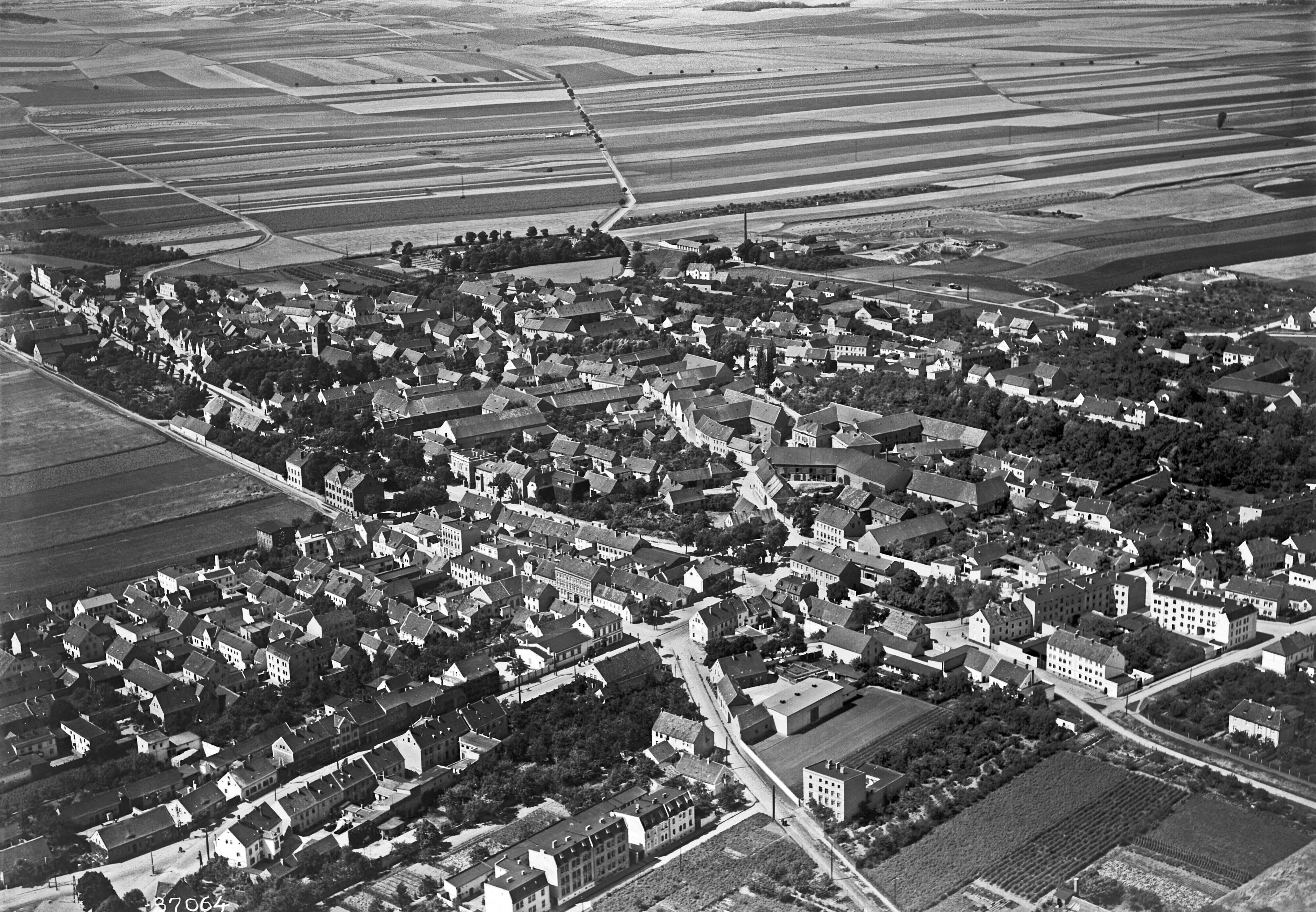
Luftbild von Olvenstedt, 1932

Nach dem Wiener Kongress kehrte Olvenstedt wieder in das preußische Königreich zurück. Nach einer Reform der Kreisverwaltung wurde der Ort in den Kreis Wolmirstedt eingegliedert. Die Industrialisierungswelle des 19. Jahrhunderts ging an Olvenstedt im Wesentlichen vorbei, da der Ort nicht an das Eisenbahnnetz angeschlossen wurde. Auch die zahlreichen Steinbrüche, von denen 1840 noch 18 bestanden, stellten bis 1900 nach und nach ihren Betrieb ein. Dagegen entwickelte sich die Landwirtschaft bedingt durch die ertragreichen Äcker erheblich. Der Reichtum der Bauern spiegelte sich im Bau aufwändiger Gutsvillen wider, die am Ende des 19. Jahrhunderts entstanden (siehe Sehenswürdigkeiten). Die Expansion des Ortes kommt auch in den Einwohnerzahlen zum Ausdruck. 1840 lebten 1.897 Menschen in Olvenstedt, doch 1900 waren es bereits 3.904. Von ihnen arbeiteten etwa 15 Prozent im industriell aufstrebenden Magdeburg.
An den ländlichen Verhältnissen änderten weder das Dritte Reich noch die DDR-Epoche etwas. Allerdings kam es nach 1945 zu gravierenden Umbrüchen in den Besitzverhältnissen. Zunächst wurden im Zuge der von der sowjetischen Besatzungsmacht verfügten Bodenreform von 1945 die Landwirtschaftsbetriebe mit mehr als 100 Hektar Land enteignet. Das Land wurde auf Klein- und Neubauern verteilt und die Gutsvillen in kommunale Nutzung überführt. Ab 1953 verloren durch die Kollektivierung der Landwirtschaft auch die verbliebenen Landwirte ihre Selbständigkeit, und die Landwirtschaft wurde bis zur politischen Wende 1989 in Landwirtschaftlichen Produktionsgenossenschaften und „volkseigenen“ Gartenbaubetrieben fortgeführt. Nachdem die Stadt Magdeburg 1977 beschlossen hatte, das Wohngebiet Neu Olvenstedt unmittelbar östlich des alten Dorfes zu errichten, wurde die Gemeinde Olvenstedt am 1. April 1979 aus dem Kreis Wolmirstedt nach Magdeburg eingemeindet.

## Wappen

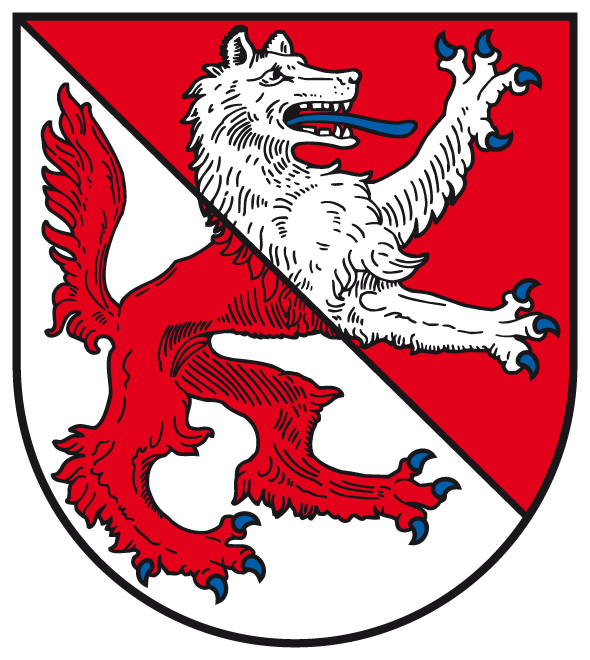
Wappen von Olvenstedt

Das Wappen wurde am 29. Juli 1937 durch den Oberpräsidenten der preußischen Provinz Sachsen verliehen.
Blasonierung: „Schrägrechts geteilt von Rot und Silber; darin ein blau bewehrter Wolf in verwechselten Farben.“
Der rot-silber schrägrechts geteilte Schild ist das Wappen des Domkapitels Magdeburg, dem Olvenstedt gehörte. Der Wolf spielt an auf die etymologische Erklärung des Namens Olvenstedt = Osolfstidi, Stätte des Osolf = Asenwolf.
Das Wappen wurde von dem Magdeburger Staatsarchivrat Otto Korn gestaltet.

## Bauwerke

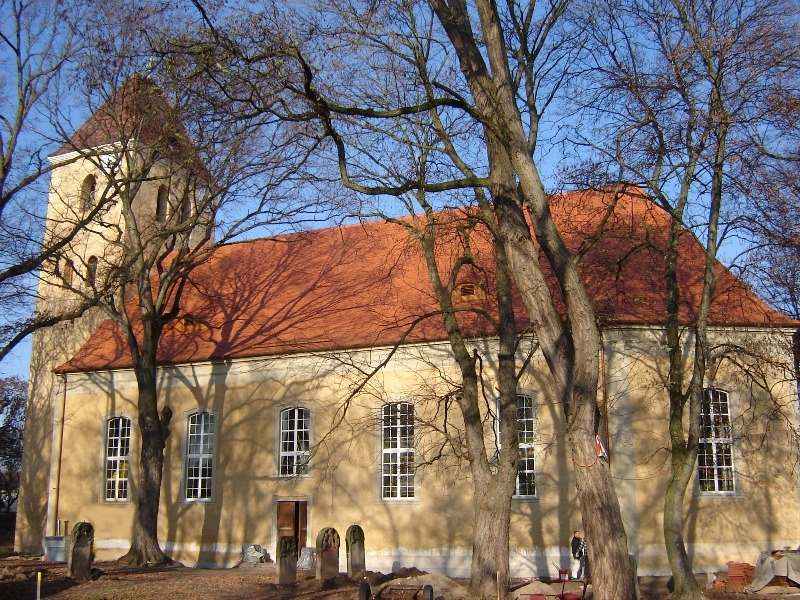
St.-Laurentius-Kirche

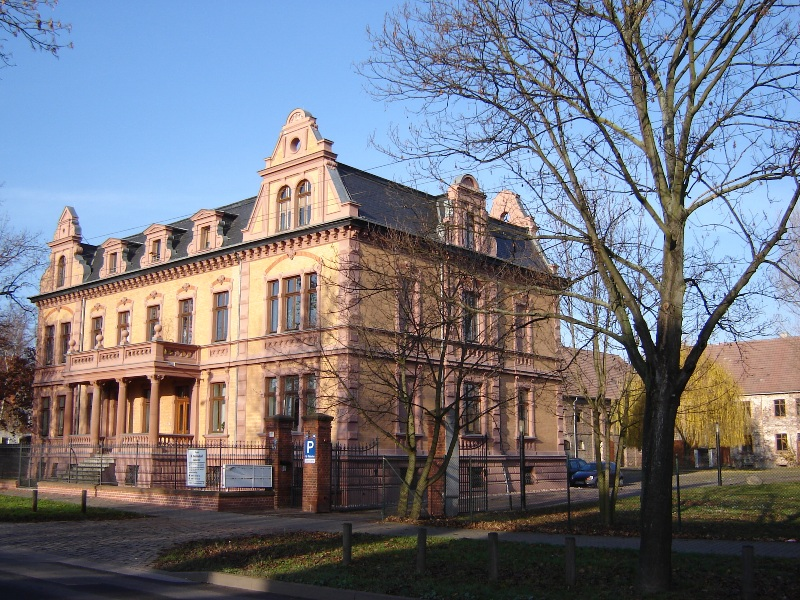
Schulzehof

Die im Stadtteil vorhandenen Kulturdenkmale sind im örtlichen Denkmalverzeichnis aufgeführt. Südlich des alten Dorfkerns an der Helmstedter Chaussee steht die evangelische St.-Laurentius-Kirche mit ihrem romanischen Turm und dem 1724 errichteten Kirchenschiff.
In Alt Olvenstedt sind mehrere Gutsvillen aus dem ausgehenden 19. Jahrhundert erhalten geblieben. Am bemerkenswertesten wohl der Schulzehof, Helmstedter Chaussee 16. Der Landwirt Reinhold Schulze ließ sie 1894 im Stil der norddeutschen Renaissance aus orangefarbigen Backsteinziegeln errichten.

## Persönlichkeiten
In Olvenstedt geboren wurden:
- Stephan Schütze (1771–1839), Schriftsteller
- Wilhelm Loewe (1814–1886), Arzt und linksliberaler Politiker
- Alfred Schmidt (1879–1938), Maschinenbauingenieur und Manager
- Reinhold Götze (1904–1966), Widerstandskämpfer gegen das NS-Regime
- Wilhelm Adolf Bollmann (1905–1991), Agrarwissenschaftler.
- Rotraud Tönnies (1933–2017), Heimatforscherin und Veterinärin

Sonst mit Olvenstedt verbunden sind:
- Emil Rungwerth (1864–1945), Lehrer in Olvenstedt und Autor der Geschichte des Dorfes Olvenstedt
- Bruno Groth (1926–2018), Keramiker und Maler, lebte über mehrere Jahrzehnte in Alt Olvenstedt im Rosengrund 6